# 白江成定
白江 成定（しらえ なりさだ）は、安土桃山時代の武将・大名。豊臣秀次の家臣。別名に「白井範秀」（しらい のりひで）。

## 略歴
豊臣秀次が養子入りした三好家の臣であったとも伝わり、また秀次の乳父であったともされる。
秀次に仕え、天正12年（1584年）の長久手の戦いで水野勝成と戦い、秀次と共に敗走した。秀次が関白に就任すると重臣として6万石の知行地を賜った。
秀次に豊臣秀吉に対する謀反の嫌疑がかかると弁明に奔走し、また秀次に対しては、京都での居館であった聚楽第に留まったまま大坂城の秀吉に対して弁明を行うことと、場合によっては聚楽第での籠城戦を主張したが、秀次は高野山に自主的に移動し、追って自刃を命じられた（秀次事件）。成定は高野山を下りて、かねて昵懇だった京の四条の大雲院貞安寺に一切を話し、殉じて自刃した。
また、室は成定自刃の後「心をも 染めし衣のつまなれば おなじはちすの 上にならばん」と辞世の句を残し、四条道場で後を追って自刃した。